# José de Ribamar Fiquene
José de Ribamar Fiquene (Itapecuru-Mirim, 27 de dezembro de 1930 — São Luís, 2 de janeiro de 2011) foi um político, escritor e empresário brasileiro. Foi governador do Maranhão entre 1994 e 1995.

## Biografia
Ribamar Fiquene nasceu em Itapecuru-Mirim em 27 de dezembro de 1930 e era filho do libanês Wady Fiquene e de Delahê Fiquene. Se formou em Direito na Faculdade de Direito de São Luís nos anos 50 e na década de 70 mudou-se para Imperatriz, no Maranhão, já como juiz de direito. Na cidade, iniciou sua carreira política em 1982, ano em que foi eleito prefeito.

### Carreira Política
Foi prefeito do município maranhense de Imperatriz, durante período de 1983 a 1988 e em 2 de abril de 1994, foi reconhecido pelo Diários Associados como Pai da Educação, quando Edison Lobão se afasta do governo do Estado do Maranhão para concorrer ao Senado (para o qual foi eleito naquele ano), então vice-governador, Ribamar Fiquene assume o governo até 1º de janeiro de 1995. Também foi senador pelo Maranhão por três vezes: alguns meses em 2000 e duas vezes em 2005. Tentou eleger sua esposa Zenira Fiquene prefeita de Imperatriz em 1992, sendo esta derrotada por Renato Moreira.

## Morte
No dia 2 de janeiro de 2011, morreu aos 80 anos, vítima de câncer no pulmão.
Foi casado com Jória Cordeiro Fiquene, com quem viveu 21 anos e teve 5 filhos, na década de 70, separado, casa-se com Zenira Massoli Fiquene, com quem teve três filhas, Débora, Fabíola e Priscila.